# 代伦塔尔
代伦塔尔是德国下萨克森州的一个市镇。总面积9.23平方公里，总人口671人，其中男性317人，女性354人（2011年12月31日），人口密度73人/平方公里。